# Courtney Love

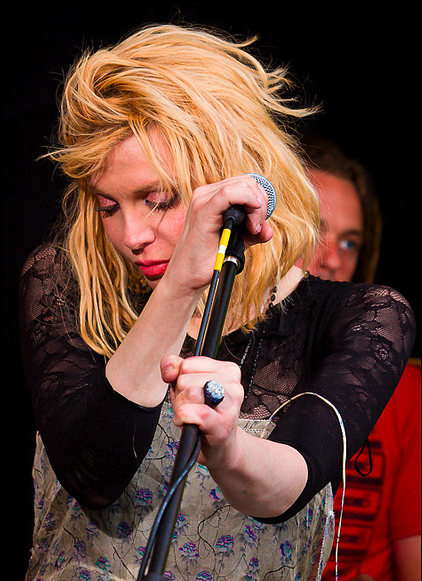
Courtney Love

Love Michelle Harrison, més coneguda pel nom artístic de Courtney Love (San Francisco, 9 de juliol de 1964), és una cantautora, actriu i pintora estatunidenca. Va començar a destacar el 1989 com a cantant i guitarrista del grup d'indie rock Hole, de Los Angeles, que va formar amb Eric Erlandson.
Com a actriu, ha destacat amb el seu paper a la pel·lícula L'escàndol de Larry Flynt (1996). Més tard, va estar cantant en solitari i va tenir alguns problemes legals degut a les seves addiccions. El 2009 va reconstituir el grup Hole i el 2012 debutà com a pintora amb una exposició.
Va estar casada amb Kurt Cobain, líder del grup grunge Nirvana, amb qui va tenir una filla: Frances Bean Cobain. La seva tendència a fer accions esbojarrades dalt de l'escenari i les seves actituds de feminisme radical li han valgut el qualificatiu de "la dona més polèmica de la història del rock".